# Gwara sołuńsko-wodeńska

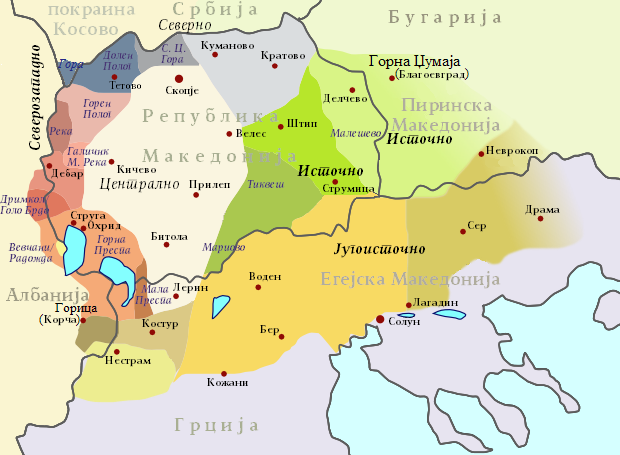
Gwara sołuńsko-wodeńska na mapie dialektów macedońskich (oznaczona kolorem ciemnożółtym)

Gwara sołuńsko-wodeńska (mac. солунско-воденски говори, sołunsko-wodenski gowori; долновардарски говори, dołnowardarski gowori) – gwara macedońska, zaliczana do grupy peryferyjnych gwar południowomacedońskich. Używana jest przede wszystkim w Grecji, w centralnej części Macedonii Egejskiej, w dolinie dolnego Wardaru, sięgając aż po Sołuń (mac. Солун, Sołun). Przyjmuje się, że na podstawie zbliżonych geograficznie gwar powstał w IX wieku pierwszy język literacki Słowian – język staro-cerkiewno-słowiański.
Szczególnie wyróżniają się archaizmami wsie Sucho i Wisoka.

## Cechy językowe

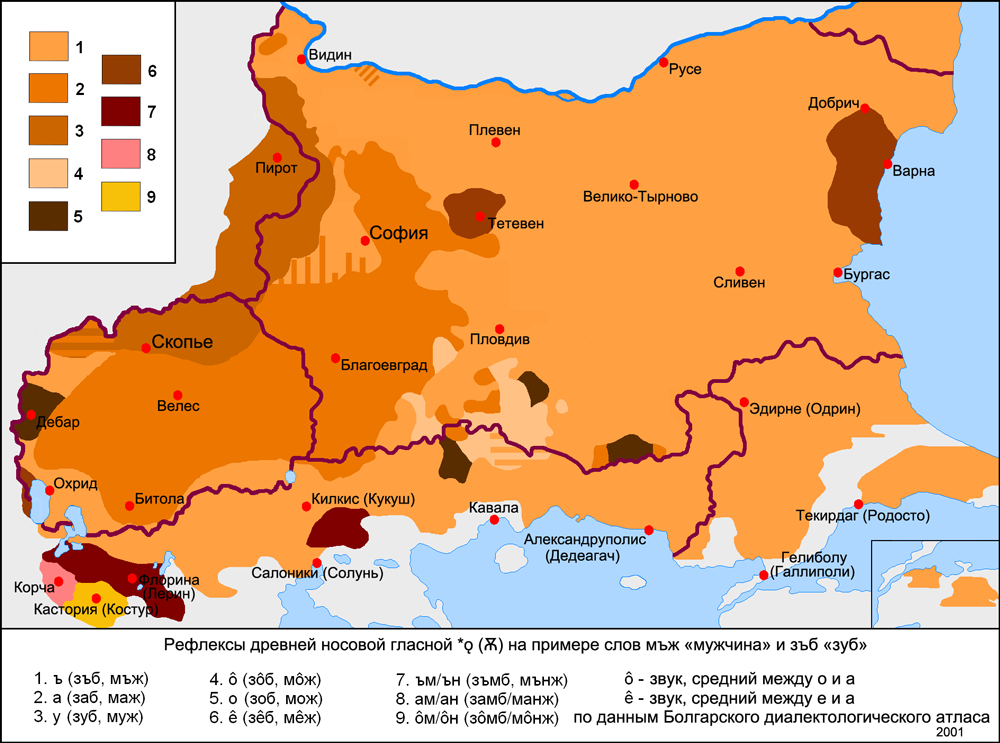
Kontynuanty prasłowiańskiej nosówki *ǫ w gwarach bułgarskich i macedońskich

Do charakterystycznych cech fonetyki gwary sołuńsko-wodeńskiej należą:
- stały morfologicznie akcent typu ufčár – ufčári – ufčári-te (oznaczany tu akutem), podobnie jak w graniczących od północy gwarach sztipsko-strumickich[1],
- szeroka wymowa *ě (jać) typu jä, np. ljäp, mjä́stu, mljäko < *lěpъ, *město, *melko[5] pod akcentem, a w pozycji nieakcentowanej zredukowane jạ, np. brjạgó[6],
- rozwój jerów *ъ, *ь w ă i ’e, np. dăš ‘deszcz’, d’en ‘dzień’[7],
- prawie bezwyjątkowy rozwój prasłowiańskich *ť, *ď w št i žd, np. kắšta, rắždaf < psł. *kǫťa, *rъďavъ[8],
- przegłos *a w pozycji po č, š, ž do ä lub e, np. žäba lub wręcz žeba[5],
- silny wpływ akcentu na redukcję samogłosek – nieakcentowane e, o, ă przechodzą odpowiednio w i, u, a[6],
- na miejscu prasłowiańskich samogłosek nosowych *ǫ jest dziś element nosowy ăn (lub w pozycji nieakcentowanej an), np. dắmp, damb-ó, gắnska < psł. *dǫbъ, *dǫbъ-tъ, *gǫsъka[7]; często nawet powstały wtórnie z głoski podobnej do jeru, np. măngla < *mъ2gla < *mgla < *mьgla[9],
- na ogół zachowany również element nosowy *ę, np. čéndu – čindá < psł. *čędo, *čęda[7], choć przy tym spotykany jest nawiązujący do gwar południowo-zachodnich rozwój *ę > jä, np. mjä́su – mjạsó-tu < psł. *męso, *męso-to[7],
- zachowanie palatalności spółgłosek nie tylko przed *ě, ale też przed e oraz i, np. ťénka, ťél, z’éli, a także w wygłosie, np. pắnť, z’énť < *pǫtь, *zętь[6].

Gwara ta wyróżnia się także licznymi cechami w zakresie morfologii, do których należą:
- zróżnicowana postać rodzajnika, który w rodzaju męskim może brzmieć -o, np. daž́d-ó, -ot, np. brjạst-ót lub -ăt[8],
- zbliżenie się klas koniugacyjnych większości czasowników i powstanie odmiany typu víkum, bérum, nósum – víkiš, bériš, nósiš – víke, bére, nóse[1],
- partykuła tworząca czas przyszły za[8],
- tryb rozkazujący o końcówce 2. os. l. mn. -ejte, np. birejte, nusejte[1],
- imiesłów przysłówkowy współczesny o końcówce -ščimica, np. begaščímica[1].